# Jin (Koreansk stat)
 For alternative betydninger, se Jin. (Se også artikler, som begynder med Jin)
Staten Jin var en tidlig koreansk jernalderstat, der omfattede en del af den sydlige del af den koreanske halvø i løbet af 2. og 3. århundrede f.Kr., der grænsede op til koreansk kongerige Gojoseon mod nord. Dens hovedstad lå et sted syd for Han-floden. Det gik forud for Samhan-forbundede, som hver især hævdede at være efterfølgere til Jin-staten.

## Navnet
"Jin" er den reviderede romanisering af koreanske 진, oprindeligt skrevet 辰 i koreansk kinesiske tegn (hanja). Denne karakter gamle kinesisk udtale er blevet rekonstrueret som /*[d]ər/, og oprindeligt henvist til 5. jordiske gren af de kinesiske og koreanske dyrekredse, en opdeling af Jupiters bane identificeret ved dragen. Dette var forbundet med et leje på 120° (mellem østsydøst og sydøst), men også med de to-timers periode mellem 7:00 og 9:00, fører det til at være forbundet med daggry og retningen øst.
En variant af romaniseringen er Chin.

## Historie
Det er ikke klart, hvor veldefineret en organiseret stat, Jin var. Det forekommer sandsynligt, at det var en sammenslutning af små stater meget lignende den efterfølgende Samhan. For, at staten skulle være i stand til at kæmpe med Wiman Joseon og sende ambassader til retten i Han-dynastiet i Kina, var der sandsynligvis en vis grad af stabil central myndighed. Koreanske historiker Ki-Baek Lee, tyder også på, at rigets forsøg på at åbne direkte kontakter "antyder et stærkt ønske hos Chin [Jin] om at nyde fordelene ved kinesisk åndelig kultur." Men i det meste af tiden forhindrede Wiman Joseon en direkte kontakt mellem Jin og Kina.
Kong Jun af Gojoseon siges at være flygtet til Jin efter, at Wiman beslaglagt hans trone og etablerede Wiman Joseon. Nogle mener, at kinesernes omtale af Gaeguk eller Gaemaguk (蓋 馬 國, Kongeriget med pansrede heste) henviser til Jin. Goguryeo siges at have erobret "Gaemaguk" i 26 e.Kr., men dette kan henvise til en anden stamme i det nordlige Korea.
Annalerne er noget modstridende om Jin's undergang: det enten blev den senere Jinhan eller udviklede sig til Samhan som helhed. Arkæologiske undersøgelseer af Jin er blevet centrerede i det område, der senere blev Mahan.

## Arkæologi
Arkæologisk er Jin almindeligvis identificeret med den koreanske bronzedolk-kultur, som efterfulgte Liaoning bronzedolk-kultur i slutningen af første årtusind f.Kr. De hyppigst forekommende fund fra denne kultur har været i det sydvestlige Koreas Chungcheong- og Jeolla-regioner. Dette antyder, at Jin var baseret på det samme område, som stort set falder sammen med den fragmentariske historiske beviser. Genstande fra kulturen findes i hele det sydlige Korea og blev også eksporterede til Yayoi-folket Kyushu i Japan.

## Arv
Jin blev efterfulgt af Samhan-forbundet: Mahan, Jinhan og Byeonhan. Kinesiske historiske tekster, Sanguo Zhi, siger, at Jinhan er efterfølgeren til Jin-staten, mens Hou Hanshu (Bogen om det Sene Han) skriver, at Mahan, Jinhan og Byeonhan alle var fortidens Jin-stat, og at der var 78 stater.
Navnet på Jin fortsat anvendes i navnet på Jinhan-forbundet og i navnet "Byeonjin," en alternativ betegnelse for Byeonhan. Hertil kommer, at i nogen tid fortsatte lederen af Mahan med at kalde sig "Jin-kongen" for at hævde et nominelt overherredømme over alle Samhan-stammer.